# 2006년 FIFA 월드컵 오세아니아 지역 예선
2006년 FIFA 월드컵 오세아니아 지역 예선에는 오세아니아 축구 연맹에 소속된 12개 팀이 참가하여 단 한 팀만이 남미 지역 예선에서 5위를 차지한 국가와 대륙별 플레이오프를 통해 월드컵 진출 여부를 놓고 플레이오프를 통해 진출자를 가리게 된다.
오세아니아 지역 예선은 세 단계로 진행된다. 오스트레일리아와 뉴질랜드는 2라운드로 바로 올라가게 된다. 나머지 10팀은 5팀씩 두 개 조로 나뉘어 각 팀과 한 경기씩을 치러 조 1, 2위가 2라운드로 진출하게 된다.
2라운드에서는 6팀이 각 팀별로 한 경기를 치러 상위 두 팀이 플레이오프에 진출하게 된다. 이 두 팀은 홈 앤드 어웨이 방식으로 두 경기를 하여 승리팀이 대륙간 플레이오프에 진출하게 된다.
오세아니아 지역 예선은 플레이오프 단계를 제외하고는 2004년 OFC 네이션스컵과 중복된다.

## 동점자 규칙
만약 조별 예선 종료시에 승점이 같은 팀이 있다면 다음과 같은 방법으로 동점자를 가린다.
1. 승점이 같은 두 팀간의 경기에서 더 많은 승점을 딴 팀이 우선시된다.
2. 승점이 같은 두 팀간의 경기에서 더 많은 득실차를 기록한 팀이 우선시된다.
3. 승점이 같은 두 팀간의 경기에서 다득점을 한 팀이 우선시된다.
4. 조 전체에서 더 많은 득실차를 기록한 팀이 우선시된다.
5. 조 전체에서 다득점을 한 팀이 우선시된다.
6. 플레이오프를 할 때에는 중립 지역에서 실시하고, 연장전과 승부차기가 적용된다.
7. 마지막으로 제비뽑기를 실시한다.

## 1차 예선
밑의 표에서 :
- 2차 예선 진출을 확정지은 팀은 초록색(█)으로 표시하였다.

### 1조
| 팀           | 승점 | 경기 | 승 | 무 | 패 | 득 | 실 | 차  |
| ------------ | ---- | ---- | -- | -- | -- | -- | -- | --- |
| 솔로몬 제도  | 10   | 4    | 3  | 1  | 0  | 14 | 1  | +13 |
| 타히티       | 8    | 4    | 2  | 2  | 0  | 5  | 1  | +4  |
| 누벨칼레도니 | 7    | 4    | 2  | 1  | 1  | 16 | 2  | +14 |
| 통가         | 3    | 4    | 1  | 0  | 3  | 2  | 17 | -15 |
| 쿡 제도      | 0    | 4    | 0  | 0  | 4  | 1  | 17 | -16 |

### 2조
| 팀             | 승점 | 경기 | 승 | 무 | 패 | 득 | 실 | 차  |
| -------------- | ---- | ---- | -- | -- | -- | -- | -- | --- |
| 바누아투       | 10   | 4    | 3  | 1  | 0  | 16 | 2  | +14 |
| 피지           | 9    | 4    | 3  | 0  | 1  | 19 | 5  | +14 |
| 파푸아뉴기니   | 7    | 4    | 2  | 1  | 1  | 17 | 6  | +11 |
| 사모아         | 3    | 4    | 1  | 0  | 3  | 5  | 11 | -6  |
| 아메리칸사모아 | 0    | 4    | 0  | 0  | 4  | 1  | 34 | -33 |

## 2차 예선
각 조에서 살아남은 2개 팀, 총 4개의 팀은 시드를 받은 오스트레일리아, 뉴질랜드와 함께 오스트레일리아의 애들레이드에서 로빈 라운드 형식으로 2차 예선을 치른다.
이 중 상위 두 개 팀은 각각 월드컵 플레이오프전과 OFC 네이션스컵 결승전에 진출한다. 월드컵 플레이오프전과 OFC 네이션스컵 결승전은 각각 모두 총 2차전의 홈 앤드 어웨이 방식으로 경기를 치르지만 이 둘은 제각기 별도로 치러진다.
밑의 표에서 :
- 결승 진출을 확정지은 팀은 초록색(█)으로 표시하였다.

| 팀             | 승점 | 경기 | 승 | 무 | 패 | 득 | 실 | 차  |
| -------------- | ---- | ---- | -- | -- | -- | -- | -- | --- |
| 오스트레일리아 | 13   | 5    | 4  | 1  | 0  | 21 | 3  | +18 |
| 솔로몬 제도    | 10   | 5    | 3  | 1  | 1  | 9  | 6  | +3  |
| 뉴질랜드       | 9    | 5    | 3  | 0  | 2  | 17 | 5  | +12 |
| 피지           | 4    | 5    | 1  | 1  | 3  | 3  | 10 | -7  |
| 타히티         | 4    | 5    | 1  | 1  | 3  | 2  | 24 | -22 |
| 바누아투       | 3    | 5    | 1  | 0  | 4  | 5  | 9  | -4  |

## 월드컵 플레이오프
| 팀 1           | 합계  | 팀 2        | 1차전 | 2차전 |
| -------------- | ----- | ----------- | ----- | ----- |
| 오스트레일리아 | 9 - 1 | 솔로몬 제도 | 7 - 0 | 2 - 1 |

| 오스트레일리아 | 7 - 0  | 솔로몬 제도 |
| -------------- | ------ | ----------- |
|                | 리포트 |             |

| 솔로몬 제도 | 1 - 2  | 오스트레일리아 |
| ----------- | ------ | -------------- |
|             | 리포트 |                |

- 오스트레일리아가 합계 9 - 1로 대륙간 플레이오프에 진출했다.

## 대륙간 플레이오프
| 팀 1     | 합계              | 팀 2           | 1차전 | 2차전 |
| -------- | ----------------- | -------------- | ----- | ----- |
| 우루과이 | 1 - 1 (2 - 4 PSO) | 오스트레일리아 | 1 - 0 | 0 - 1 |